# Drepanolejeunea longii
Drepanolejeunea longii là một loài Rêu trong họ Lejeuneaceae. Loài này được Grolle & R.L. Zhu mô tả khoa học đầu tiên năm 1999.